# Верхнє Дуброво
Верхнє Ду́брово (рос. Верхнее Дуброво) — селище міського типу, центр та єдиний населений пункт Верхньодубровського міського округу Свердловської області.
Населення — 5120 осіб (2018, 4791 у 2010, 4673 у 2002).